# Chaunus beebei
Rhinella humboldti là một loài cóc trong họ Bufonidae.
Nó được tìm thấy ở Colombia, Trinidad và Tobago, và Venezuela.
Các môi trường sống tự nhiên của chúng là các khu rừng khô nhiệt đới hoặc cận nhiệt đới, xavan khô, xavan ẩm, vùng đất có cây bụi nhiệt đới hoặc cận nhiệt đới, đầm nước ngọt, đầm nước ngọt có nước theo mùa, đất canh tác, vùng đồng cỏ, vườn nông thôn, các khu rừng trước đây bị suy thoái nặng nề, và kênh đào và mương rãnh. Loài này đang bị đe dọa do mất nơi sống.